# 中日经济高层对话
中日经济高层对话是中华人民共和国和日本为加强两国在经济领域的对话与合作而形成的一种机制。
2007年4月，中国国务院总理温家宝访问日本，与时任内阁总理大臣安倍晋三共同启动了中日经济高层对话机制。
- 2007年12月1日，首次中日经济高层对话在北京市举行，中国国务院副总理曾培炎同日本外务大臣高村正彦共同主持对话，对话的主题是“合作共赢和协调发展”。[1]
- 2009年6月7日，中国和日本高级官员在东京举行第二次经济高层对话。中国代表团由国务院副总理王岐山率领，其他高级官员包括外交部长杨洁篪和商务部长陈德铭；日本代表团团长是外务大臣中曾根弘文，其他高级官员包括经济产业大臣二阶俊博和财务大臣与谢野馨。[2]
- 2010年8月28日，第三次中日经济高层对话在北京人民大会堂举行。中国国务院副总理王岐山等代表中方出席，日方是包括外务大臣冈田克也、经济产业大臣直岛正行等六名国务大臣。会议双方签署7项合作文件。[3][4]
- 2025年3月，中共中央政治局委员、中央外办主任、外交部长王毅在日本东京同日本外务大臣岩屋毅共同主持第六次中日经济高层对话[5]。